# Богатое (Сакский район)
Бога́тое (до 1948 года Айда́р; укр. Багате, крымскотат. Aydar, Айдар) — исчезнувшее село в Сакском районе Республики Крым (согласно административно-территориальному делению Украины — Автономной Республики Крым), располагавшееся на севере района, в степной части Крыма, примерно в 1 километре восточнее современного села Добрушино.

## Динамика численности населения
| - 1806 год — 116 чел. - 1864 год — 13 чел. - 1889 год — 48 чел. | - 1900 год — 38 чел. - 1915 год — 0/9 чел. - 1926 год — 71 чел. |

## История
Первое документальное упоминание села встречается в Камеральном Описании Крыма… 1784 года, судя по которому, в последний период Крымского ханства Хандар входил в Козловский кадылык Козловского каймаканства. После присоединения Крыма к России (8) 19 апреля 1783 года, (8) 19 февраля 1784 года, именным указом Екатерины II сенату, на территории бывшего Крымского Ханства была образована Таврическая область и деревня была приписана к Евпаторийскому уезду. После Павловских реформ, с 1796 по 1802 год, входила в Акмечетский уезд Новороссийской губернии. По новому административному делению, после создания 8 (20) октября 1802 года Таврической губернии, Айдар был включён в состав Кудайгульской волости Евпаторийского уезда.
По Ведомости о волостях и селениях, в Евпаторийском уезде с показанием числа дворов и душ… от 19 апреля 1806 года в деревне Гайдар числилось 7 дворов и 61 крымский татарин. На военно-топографической карте генерал-майора Мухина 1817 года деревня Аидар обозначена с 8 дворами. После реформы волостного деления 1829 года Айдар, согласно «Ведомости о казённых волостях Таврической губернии 1829 года» остался в составе Кудайгульской волости. На карте 1836 года в деревне Айдар или Денисичево поле 4 дворов, а на карте 1842 года Айдар или Денисово поле обозначен условным знаком «малая деревня», то есть, менее 5 дворов.
В 1860-х годах, после земской реформы Александра II, деревню приписали к Чотайской волости. В «Списке населённых мест Таврической губернии по сведениям 1864 года», составленном по результатам VIII ревизии 1864 года, Айдар — владельческая татарская деревня, с 2 дворами, 13 жителями и мечетью при колодцах. По обследованиям профессора А. Н. Козловского 1867 года, вода в колодцах деревни была пресная, а их глубина достигала 30—40 саженей (64—85 м). Согласно «Памятной книжке Таврической губернии за 1867 год», деревня Айдар была покинута жителями в 1860—1864 годах, в результате эмиграции крымских татар, особенно массовой после Крымской войны 1853—1856 годов, в Турцию и заселена греками, малороссами и дворянами (на трехверстовой карте Шуберта 1865—1876 года обозначен хутор Айдар, или Денисевечево поле, без указания числа дворов. В «Памятной книге Таврической губернии 1889 года», по результатам Х ревизии 1887 года, в деревне Айдар числилось 7 дворов и 48 жителей.
Земская реформа 1890-х годов в Евпаторийском уезде прошла после 1892 года, в результате Айдары приписали к Сакской волости. По «…Памятной книжке Таврической губернии на 1900 год» в деревне числилось 38 жителей в 8 домохозяйствах. По Статистическому справочнику Таврической губернии. Ч.II-я. Статистический очерк, выпуск пятый Евпаторийский уезд, 1915 год, в экономии Айдары Сакской волости Евпаторийского уезда числилось 3 двора (1 двор с землёй, 2 — безземельные) с русскими жителями без приписного населения но с 9 — «посторонними», из которых 8 мужчин и 1 женщина. В экономии числилось 850 десятин удобной земли. В хозяйстве имелось 60 лошадей, 100 волов, 13 коров и 1050 голов мелкого скота.
После установления в Крыму Советской власти, по постановлению Крымревкома от 8 января 1921 года № 206 «Об изменении административных границ» была упразднена волостная система и село вошло в состав Евпаторийского района Евпаторийского уезда, а в 1922 году уезды получили название округов. 11 октября 1923 года, согласно постановлению ВЦИК, в административное деление Крымской АССР были внесены изменения, в результате которых округа были отменены и произошло укрупнение районов — территорию округа включили в Евпаторийский район. Согласно Списку населённых пунктов Крымской АССР по Всесоюзной переписи 17 декабря 1926 года, в селе Айдар, Отешского сельсовета Евпаторийского района, числилось 19 дворов, все крестьянские, население составляло 71 человек, из них 70 украинцев и 1 русских. После создания 15 сентября 1931 года Фрайдорфского (переименованного в 1944 году в Новосёловский) еврейского национального (лишённого статуса национального постановлением Оргбюро ЦК КПСС от 20 февраля 1939 года) района Айдар включили в его состав.
В 1944 году, после освобождения Крыма от фашистов, 12 августа 1944 года было принято постановление № ГОКО-6372с «О переселении колхозников в районы Крыма» и в сентябре 1944 года в район приехали первые новосёлы (150 семей) из Киевской и Каменец-Подольской областей, а в начале 1950-х годов последовала вторая волна переселенцев из различных областей Украины. С 25 июня 1946 года Айдар в составе Крымской области РСФСР. Указом Президиума Верховного Совета РСФСР от 18 мая 1948 года, Айдар переименовали в Урочище. 25 июля 1953 года Новоселовский район был упразднен и село включили в состав Сакского. 26 апреля 1954 года Крымская область была передана из состава РСФСР в состав УССР. Время включения в Наташинский сельсовет пока не установлено: на 15 июня 1960 года село уже числилось в его составе. 1 января 1965 года, указом Президиума ВС УССР «О внесении изменений в административное районирование УССР — по Крымской области», Евпаторийский район был упразднён и село включили в состав Сакского (по другим данным — 11 февраля 1963 года). К 1 января 1968 года Богатое в Добрушинском сельсовете, как и в справочнике 1977 года, а на карте 1978 года уже обозначены развалины Богатого.